# Erdélyi szászok

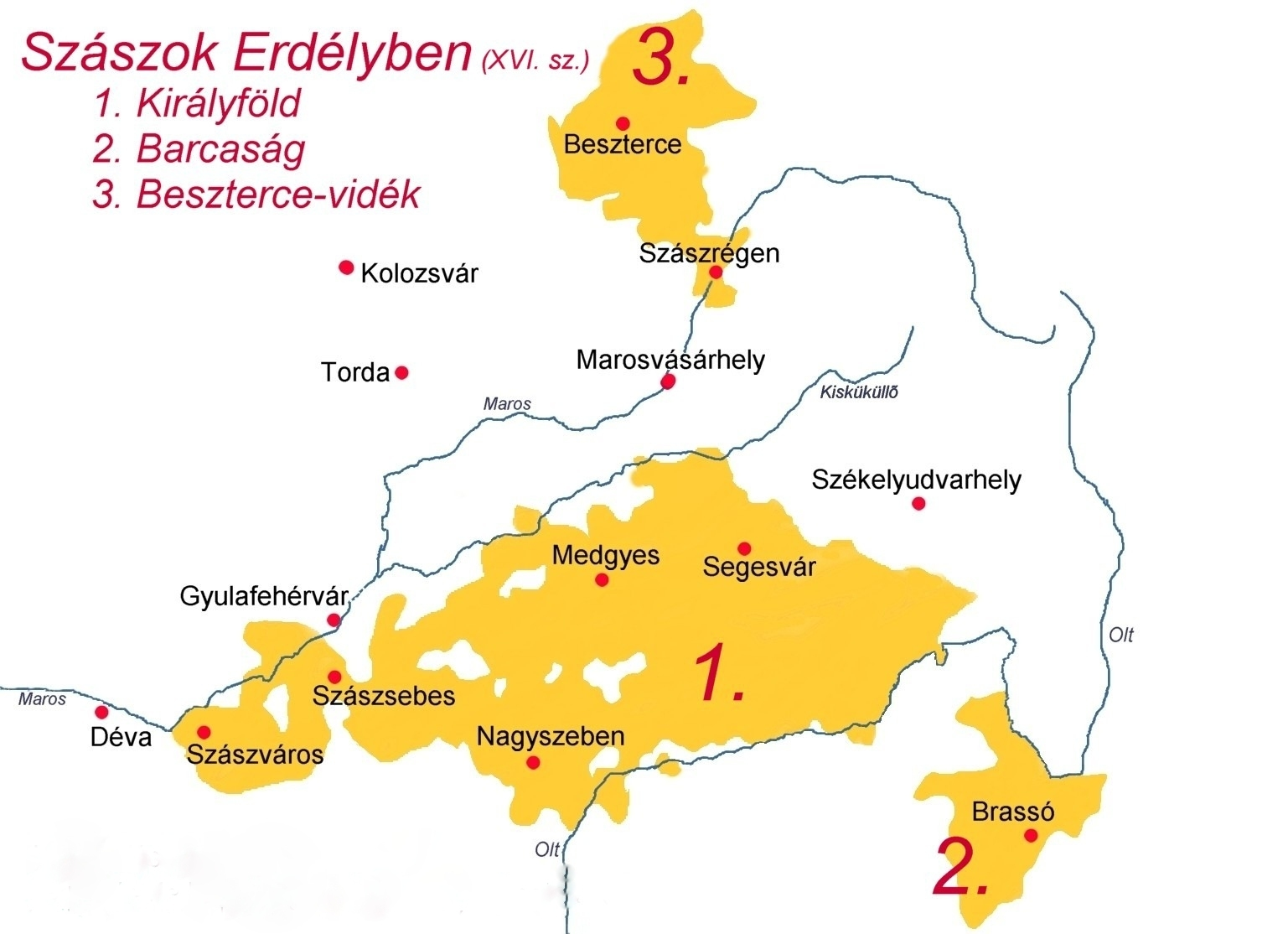
Erdélyi szász régiók
1. Királyföld (Königsboden)
2. Barcaság (Burzenland)
3. Beszterce-vidék (Nösnerland)

Németek lakta területek Romániában 1918-ban (a mai romániai megyékre kivetítve; a térkép a bánáti és szatmári németeket is feltünteti)

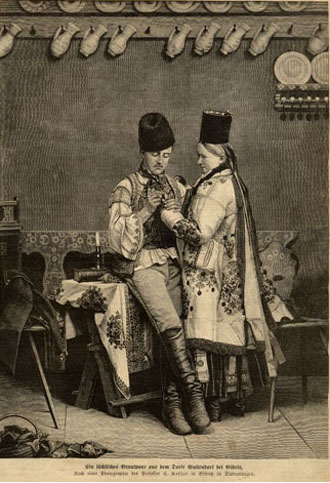
Aldorfi szász jegyespár, 1874.

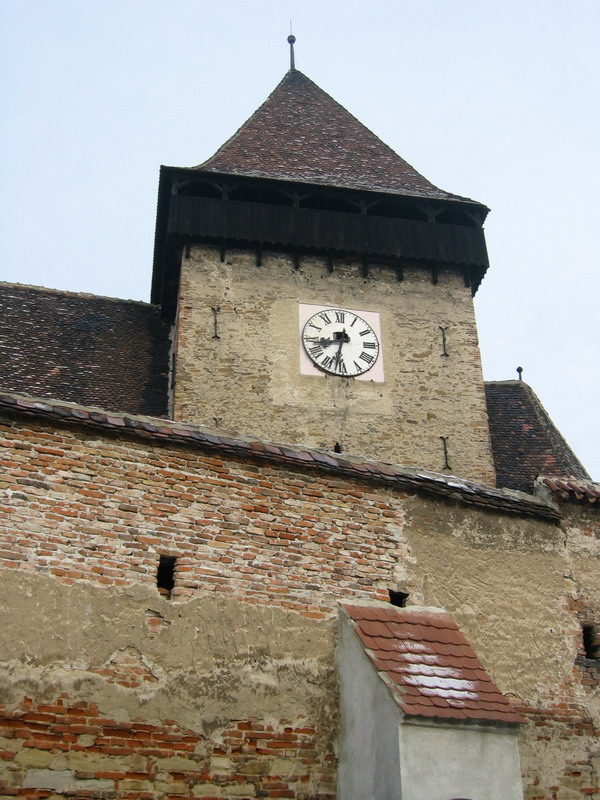
Asszonyfalva, erődtemplom

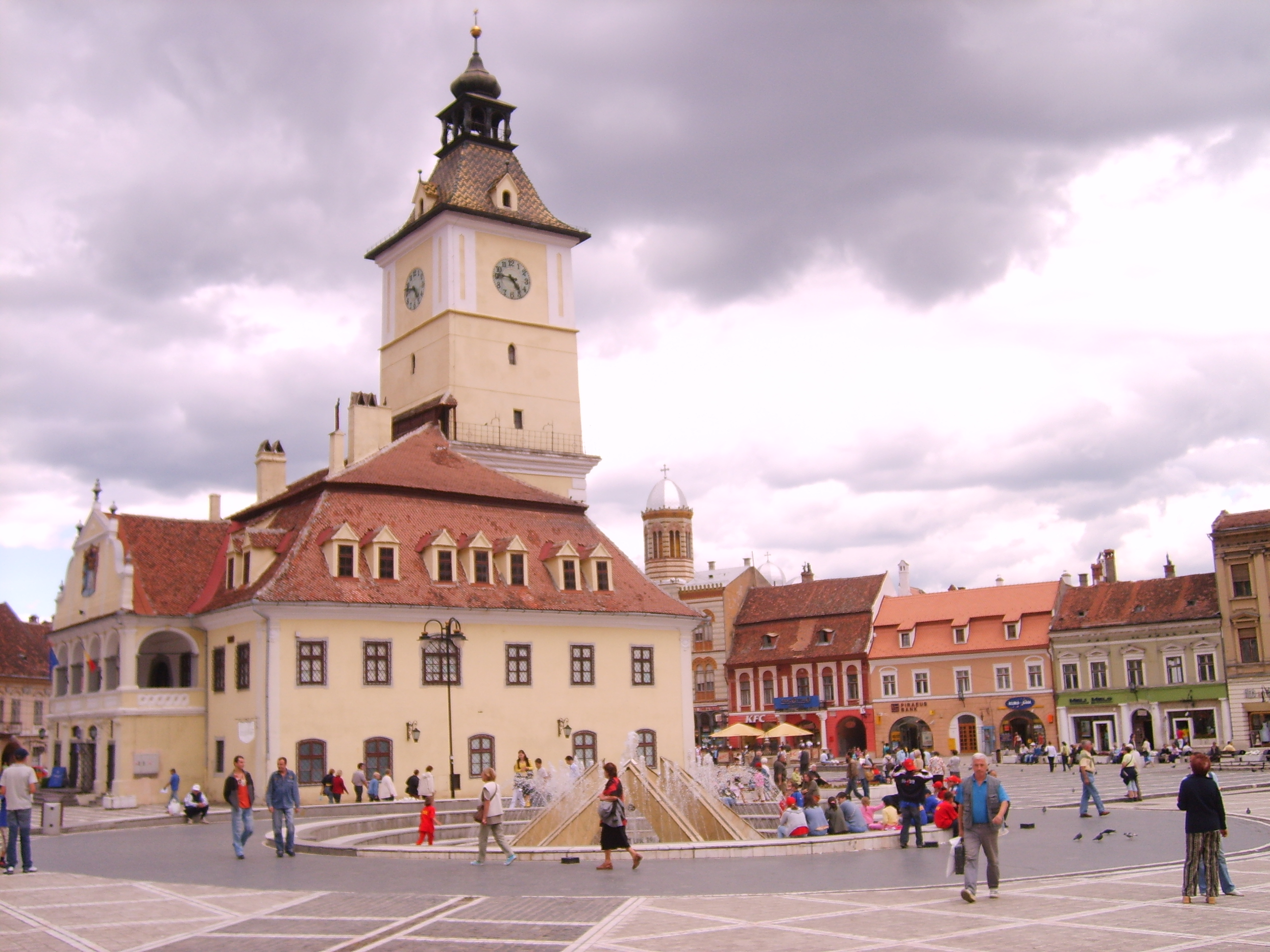
Brassó főtere

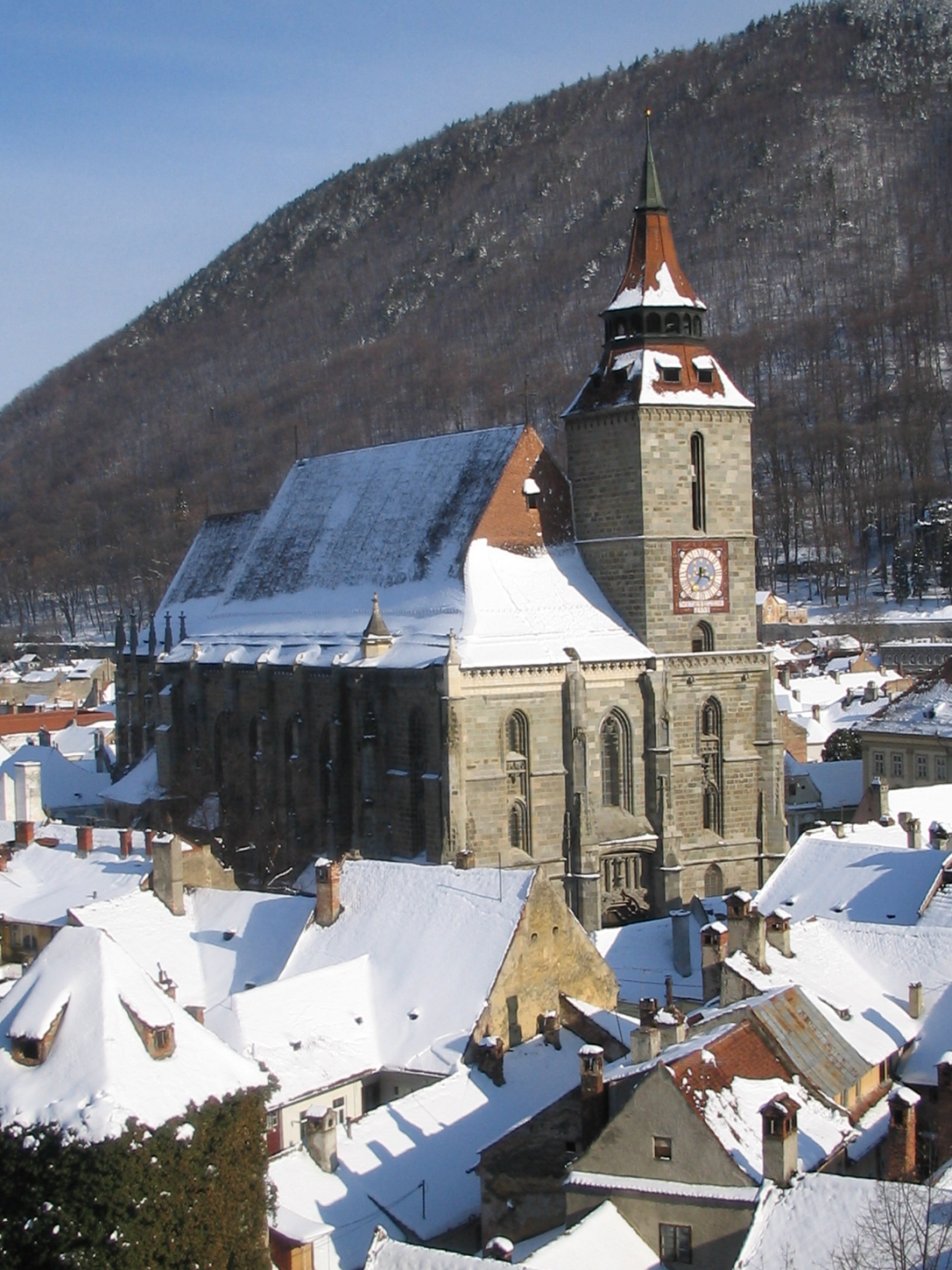
Brassó, Fekete templom

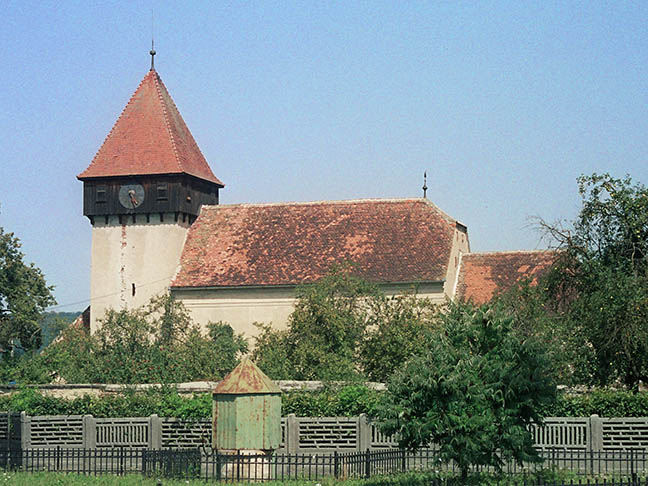
Fenyőfalva, erődtemplom

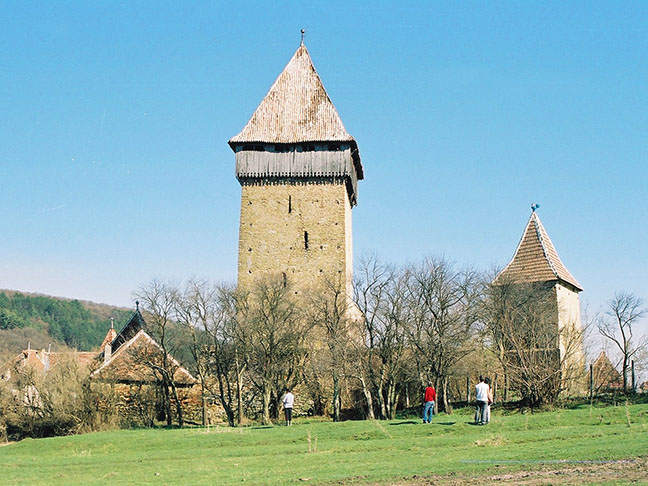
Jakabfalva, erődtemplom

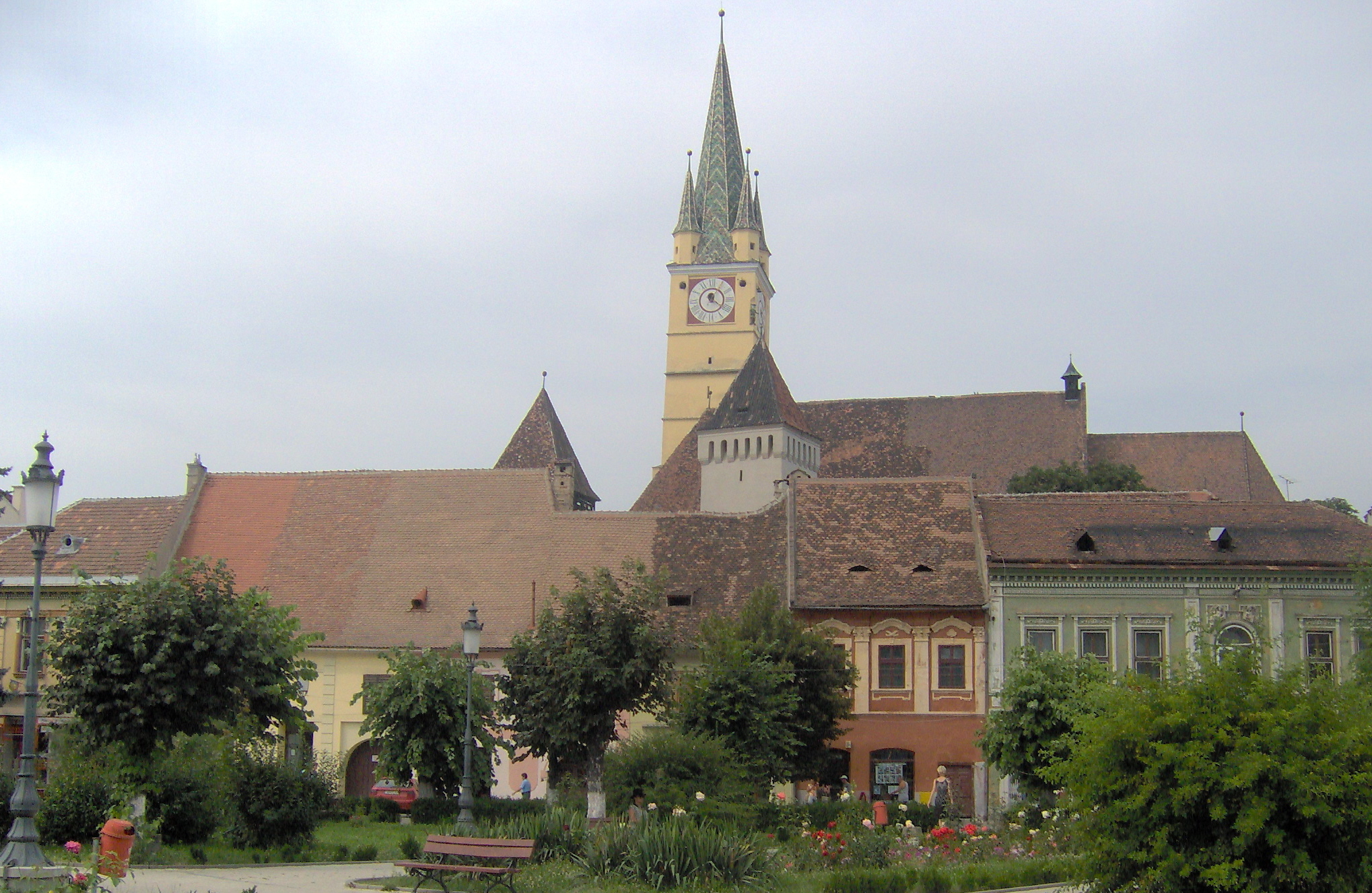
Medgyes belvárosa

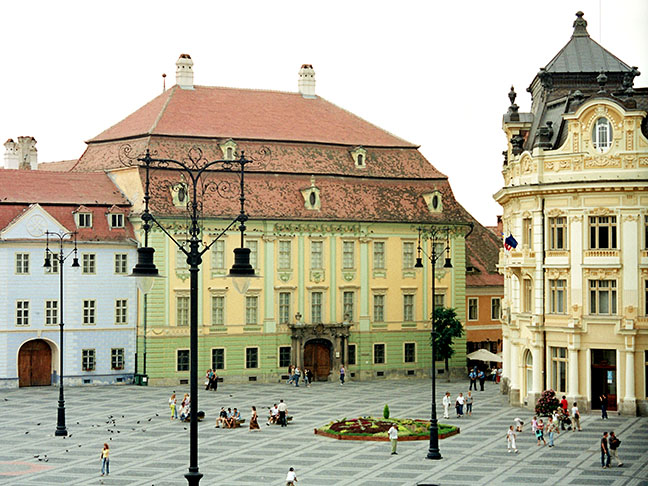
Nagyszeben, Brukenthal-palota

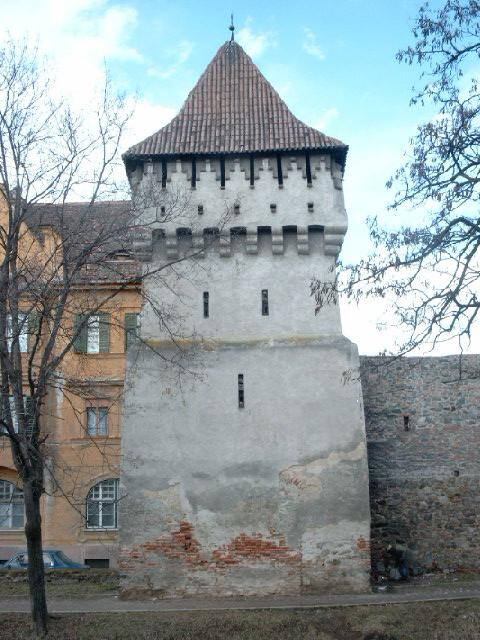
Nagyszeben, a Fazekasok tornya

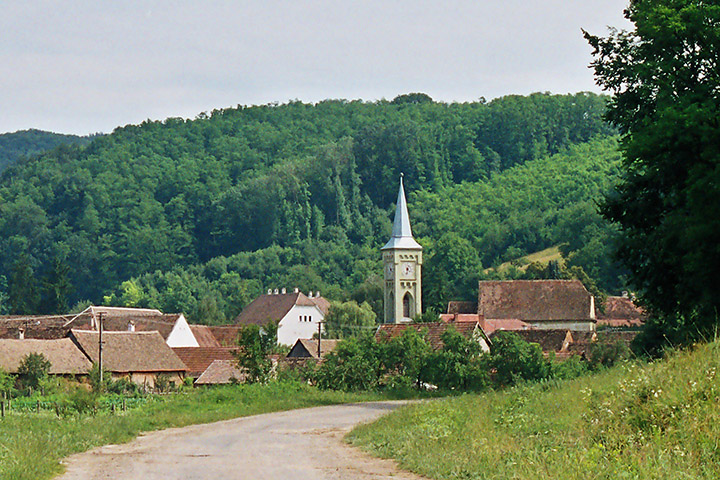
Nemes, erődtemplom

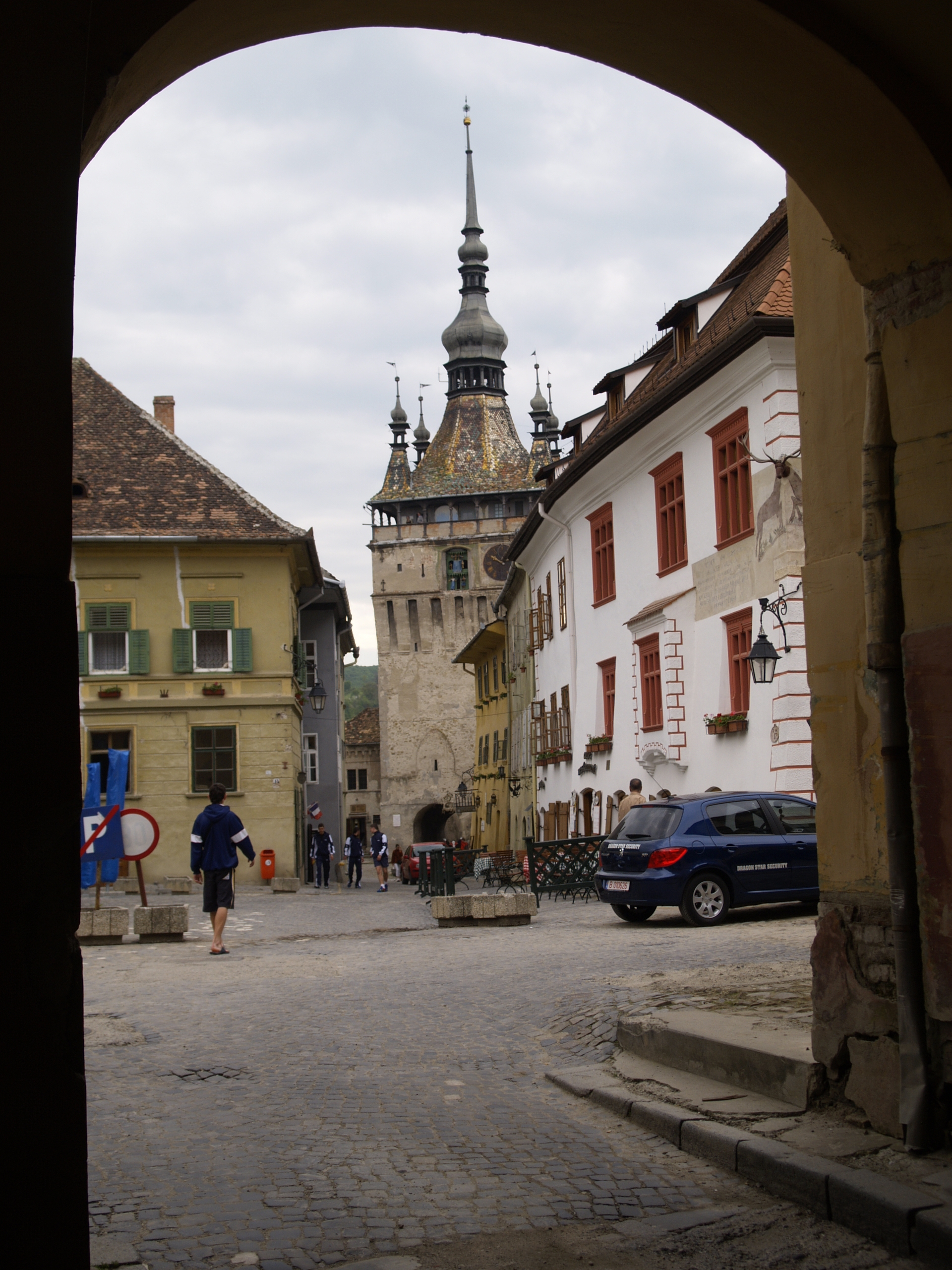
Segesvár óvárosa

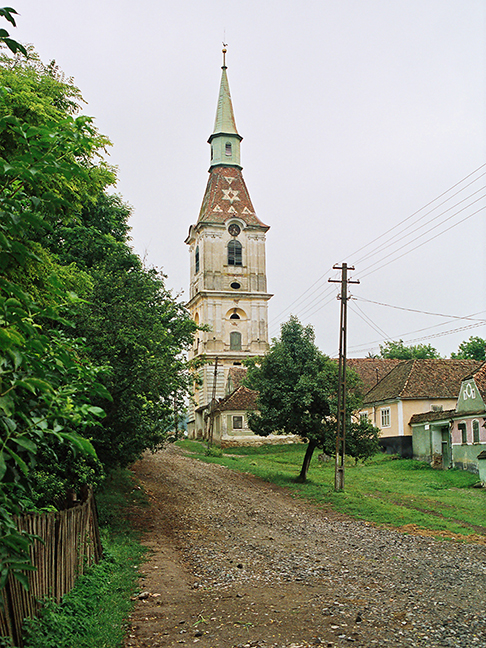
Szászdálya, erődtemplom

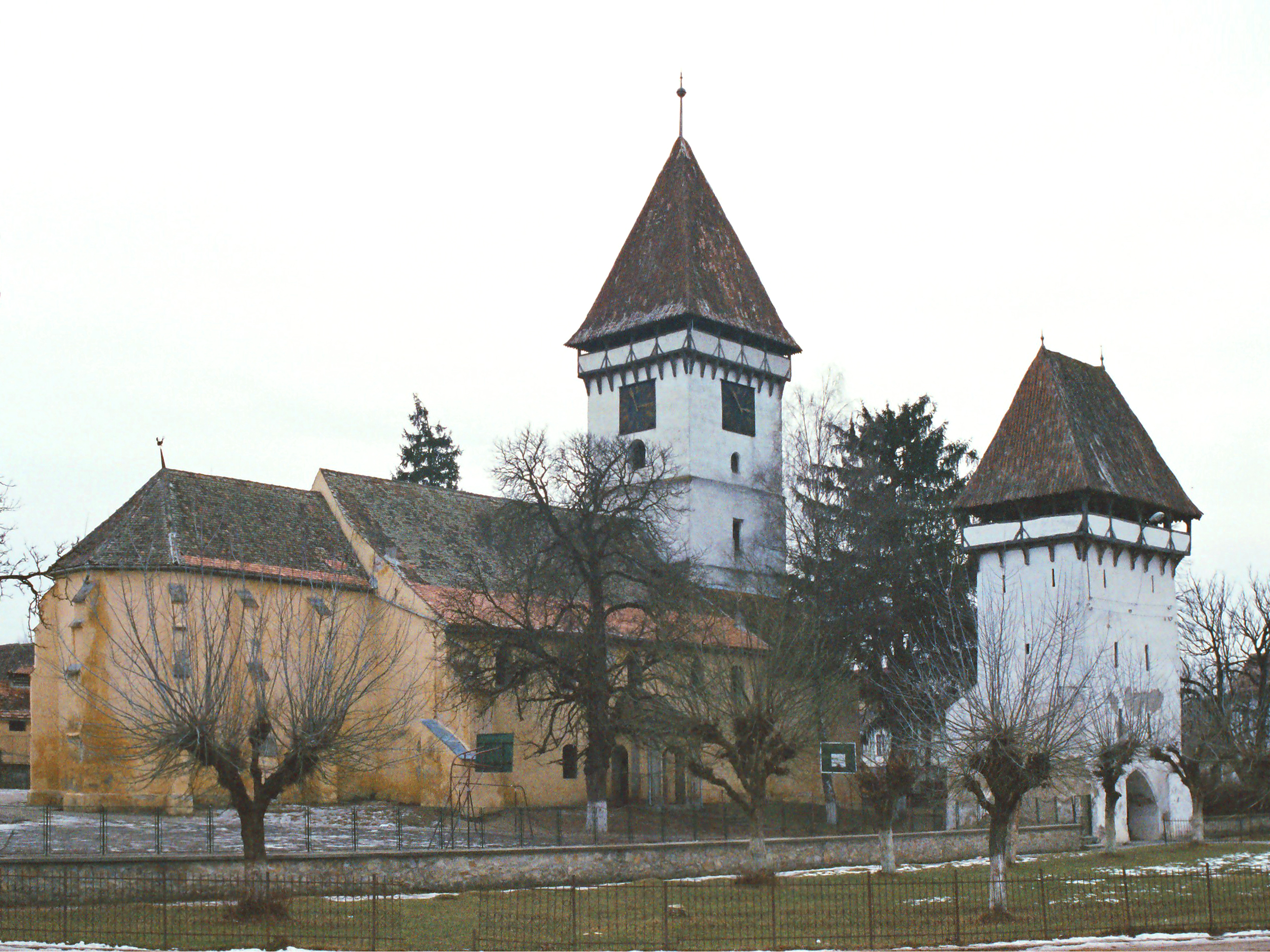
Szentágota, erődtemplom

Az erdélyi szászok (németül Siebenbürger Sachsen) német anyanyelvű kisebbség Romániában, Erdélyben. Míg 1910-ben még 250 000 volt az erdélyi szászok száma, 2004-re már csak 15 000-en maradtak, és számuk jelenleg is csökken. A többségük 1945 után Németországba vándorolt, egy részüket pedig Nicolae Ceaușescu árusította ki a Német Szövetségi Köztársaságnak az 1960-as és 1970-es években. A maradottak átlagéletkora 69 év körül van.
Elődeik a Német-római Birodalom nyugati területéről származnak, mely távol esik a mai Szászország tartománytól. A népnevük ellenére az ottani szászokhoz tehát nincs közük. Eredetileg nem is szászoknak hívták őket: egy 1191-ből származó oklevélben az Ecclesia Theotonicarum Ultrasilvanorum, egy 1192-es keltezésűben pedig omnes Flandrenses megnevezés szerepel. A szász, azaz saxones elnevezésük első ízben 1206-ban jelent meg. Egyes szerzők szerint a magyar kancelláriai iratok szásznak neveztek mindenkit, aki megkapta a szász bányászok által kialkudott privilégiumokat, függetlenül attól, hogy melyik tartományban éltek. Eredetileg a megnevezés tehát nem származást, hanem egy kiváltságot, jogi helyzetet jelölt. Egy másik elmélet szerint IV. Béla a tatárjárás után szászföldi telepeseket hívott az eredeti frankok pótlására, és innen származik az elnevezés.

## Történet

### Árpád-kor
A szász telepesek első hulláma 1150 körül (a Brassói falikrónika szerint 1143-ban) érkezett Erdélybe, amikor II. Géza magyar király a 12. század közepén a keleti országrész nagyobb arányú betelepítésébe kezdett. Erre alapvetően a Bizánci Birodalom I. Mánuel alatt kezdett expanzív politikája adott okot, noha Géza nem érte meg az első betörést (1166). 1186-ban a királynak már szép jövedelme volt a telepesek adójából „de alienis hospitibus […] de Ultrasylvas XV milia marcarum”.
A keresztes háborúk során Magyarországon átvonuló hadak a magyarságot megismertették a páncélos lovagsággal, a nehézlovas harcmodorral, de ez a székelyek között nem terjedt el, ők alapvetően könnyűlovas harcosok maradtak. Ez a harcmodor a szintén könnyűlovas besenyők és kunok betöréseivel szemben még megállta a helyét, de a reguláris bizánci hadsereggel szemben már nem. Emellett, a magyar királyságnak elemi érdeke volt egy várakból álló védővonal kiépítése a déli határokon, és a székelyek erre a feladatra szintén nem feleltek meg, mert nem rendelkeztek várépítési tapasztalattal és mesterségbeli tudással. Ezek az okok magyarázzák, hogy miért döntöttek a magyar királyok a várépítéshez és mesterségekhez értő nyugati telepesek behozatala mellett.
Az Andreanum tudósít arról, hogy Géza a telepeseket egy elhagyatott („deserta”) területre telepítette, de ez csak részben igaz, mert a déli határsávon már a székelyek éltek (akiktől a szászok a helyneveket átvették: Szászkézd, Szászorbó, Szászsepsi stb.), így őket északkeletebbre kellett telepíteni. A német telepesek ekkor alapították meg Nagyszebent – amelynek német neve az alapító nemes (geréb) nevét őrzi: Hermannstadt –, és körvonalazódott az Olt völgyében a később Altland névvel illetett központi terület, mely mindig is kitüntetett szerepet játszott a szászság történetében, bár a Szászföld (Királyföld) határai később kitolódtak.
A nyelvészeti bizonyítékok alapján Rajna és Mosel vidékéről származó eredeti szászság részben közrendű parasztokból, részben lovagokból állt (nevük saját német Gräf megjelölésükből gerébbé magyarosodott). A közrendűek fejlettebb földművelő technikát, a gerébek ütőképes haderőt biztosítottak a Magyar Királyság számára, melyért cserébe a király a betelepülőknek rendkívüli kiváltságokat biztosított. A vizek és erdők szabad használata mellett vámmentességet élveztek, egy összegben adóztak (a lucrum camerae-t is megválthatták), maguk választották plébánosukat, és az élükre kirendelt nagyszebeni prépostság közvetlenül az esztergomi érseknek volt alárendelve, nem pedig a gyulafehérvári püspöknek.
A szászok közösen birtokolták a Szászföldet, és a gerébek is adóztak, így aztán nem alakult ki a hagyományos nemesi és jobbágyi réteg körükben. Ennek ellenére a gerébek az Árpád-korban és a 14. század első felében vezető szerepet töltöttek be, mivel a bírói és rendfenntartói tisztségért cserébe többletjövedelmeket kaptak (bírságok egy része, malomjogok stb.), amelyeket igyekeztek továbbörökíteni. Emellett többen magyar nemesi státuszt is kaptak, amit Szászföldön kívüli birtokszerzéssel érhettek el.
A II. Géza korában megindult telepeshullám a kedvező feltételek hatására nem állt le, mind több németajkú család érkezett a mai Nyugat-Németország és Belgium területéről, hogy Erdélyben új életet kezdjen. A szászság történetében fontos időszak a Német Lovagrend rövid, ám dicstelen barcasági tartózkodása, ugyanis amikor II. András a kiűzésükről döntött, előzőleg átszervezte a környékbeli határsávot.
A székelységet végleg a Felső-háromszéki-medence területére telepítette, az elhagyott vidékeket pedig az ekkor egységesített Szászföldhöz csatolta. A szászság jogi egységének megteremtését az Andreanum című 1224-es királyi oklevél véglegesítette. Ugyanekkor, felettes szervként megszervezték a szebeni ispánságot.
Az Andreanum szabályozta a szászok katonaállítási kötelezettségét, és megerősítette adókedvezményeiket. Ekkor – feltehetően a német lovagoktól látott példán okulva – a szászok kiharcolták, hogy egyes településeik vásártartási és árumegállítási jogot kapjanak, ami elővetítette az addig zömmel paraszti népesség városias jövőjét.
A tatárjárás nagy pusztítást hozott a szászok vidékére, azonban a 13. század folyamán egyre újabb telepesek biztosították a viszonylag gyors rendezést. Az Árpád-kor végén számos előkelőséggel kerültek összetűzésbe (1277-ben például a gyulafehérvári püspökkel vitában álló szászok a hívekre gyújtották a gyulafehérvári székesegyházat), majd a teljhatalmú Kán László vajda kénye-kedve szerint bánt velük, ahogy a székelyekkel is.

### 1310–1526
Az Anjou-korban kezdődött meg a Szászföld rohamos városiasodása, illetve a távolsági kereskedő és kézműves polgárság megjelenése, amely végül domináns eleme lett a szászságnak, kiszorítva a gerébi réteget a vezetésből. A városfejlődést különféle privilégiumok segítették: Beszterce (1368), Brassó (1369) és Nagyszeben (1378) Nagy Lajostól kapott árumegállító jogot, amellyel kiaknázhatták Havasalföld és Moldva, illetve a rajtuk keresztül is zajló levantei kereskedelem előnyeit. Egyúttal a céheket is szabályozták (1376). A városokban és környékükön hamarosan a kereskedők zárttá váló patríciusrétege vette át a vezetést, amely ellen az iparosok a 15. századtól kezdve igyekeztek saját érdekeiket is érvényesíteni; ennek jegyében alakultak meg 1495-ben a Kolozsváron már működő százas testület mintájára a Hundertmannschaftok, amelyek azonban patríciusi befolyás alatt maradtak.
1437-től kezdve a szászföldi szászok részesévé váltak az erdélyi rendek (magyar nemesség, székelyek és szászok) uniójának. Az I. unió a Budai Nagy Antal vezette parasztfelkelés ellenében jött létre (kápolnai eskü), amelyet 1438-ban Tordán megerősítettek. A szervezkedés a belső és külső (török) fenyegetések miatt tovább fejlődött, hivatalosan ugyan már az elején az Erdélyt fenyegető oszmán és tatár veszély ellen kötötték, valójában a felkelő magyar és román parasztok voltak az unió célpontja. 1458-ban a rendek megkötötték II. uniójukat, amely elsősorban Mátyás és még inkább a Besztercét családjának grófságként megszerző Szilágyi Mihály ellen irányult. 1467-ben a jogaikat féltő erdélyiek megkötötték a III. uniót, és Farnasi Veres Benedek vezetésével fellázadtak, de Mátyás király csapatai gyorsan leverték a mozgalmat. A IV. unió a saját bíráskodás megszerzése érdekében alakult meg 1505-ben, mivel a vajda egyúttal országbírói tisztet is viselt, és nem tartózkodott elég ideig a tartományában.
A király támogatta az erdélyi szászságot, és az a törekvése, hogy a Szászföldet egységes privilegizált területként kezelje az egyszerűbb adminisztráció érdekében, találkozott a helyiek elképzeléseivel. 1464-ben Nagyszeben maga választhatta a királybíróját, majd a szebeni tartomány hét széke is megkapta ezt a jogot (1469). Az 1470. február 21-én íródott latin nyelvű dokumentumban a király az erdélyi szászoknak biztosított szabadságjogok tiszteletben tartására kérte az erdélyi vajdát ((ezt a tisztséget abban az évben ketten is betöltötték: Monoszlói Csupor Miklós és Dengelegi Pongrác János is egyszerre volt vajda volt). A szász „universitas” kialakulása a szászok részéről Thomas Altenberger érdeme; 1485-ben első alkalommal adott ki oklevelet a szászság ilyen név alatt. A folyamat lezárulása 1486-ban következett be, amikor a király megerősítette az Andreanumot, és a szebeniről kiterjesztette a többi szász székre, illetve a brassói és besztercei vidékekre, ezáltal a szászság valóban jogilag egységessé vált. Az egységes universitas vezetése az ún. „szász gróf” feladata volt, amely címet gyakorlatilag Nagyszeben polgármestere viselte. Az Andreanumon, illetve ennek a későbbi megerősítésein alapuló szász jogszokásokat Matthias Fronius foglalta írásba Statuta oder eygen Landrecht (1583) című könyvében, amely magyar nyelven szász jogkönyv néven ismeretes.
A már eddig is súlyponti szerepű három nagy város, Szeben, Brassó és Beszterce tovább növelte befolyását a 15. század második felében. Mátyás 1474-ben feloszlatta a szebeni prépostságot, melynek birtokait a város szerezte meg. Brassó 1498-ban lett Törcsvár birtokosa, Besztercének pedig Radna került a birtokába.
Ezzel egy időben gazdasági változás állt be. A 15. század közepétől mindinkább a román fejedelemségek kereskedői kezébe csúszott át a távolsági kereskedelem, a szászok mindinkább arra szorítkoztak, hogy Erdélyen belül terjesszék az importált árut, illetve továbbítsák azt elsősorban Nagyváradra, ahol főként kassai kereskedők vették át, majd az itt szerzett termékeket saját piacaikon eladták a román kalmároknak.
Az 1475-ben vívott kenyérmezői csatában a törökök felett aratott nagy győzelemhez a szászok is tevékenyen hozzájárultak.

### 1526–1918
Az 1526-os mohácsi vész után harc kezdődött a magyar királyi koronáért az erdélyi vajda, Szapolyai János és az osztrák főherceg, Habsburg Ferdinánd között. Az erdélyi szászok a Habsburgok mellé álltak, annak ellenére, hogy a Habsburgokat pártoló délvidéki szerbek Cserni Jován vezetésével szász területeket dúltak fel, és a szász katonaság végig harcolt ellenük. Később belenyugodtak abba, hogy Erdély nem került Habsburg uralom alá.
A 17. században az Erdélyi Fejedelemség létrejötte után a székelyek, a magyar nemesség és a szászok szövetségre léptek (Unio trium nationum) a török hódítók ellen. A szászok kiépítettek egy egész Európában egyedülálló templomerőd-láncot. Veszedelem esetén a lakosság a templomerődben talált menedéket. A szászok városainak gyors kiépülése oda vezetett, hogy Erdély német nevét (Siebenbürgen) a hét legnagyobb erődített szász városról kapta:
- Bistritz Beszterce
- Broos Szászváros
- Hermannstadt Nagyszeben
- Klausenburg Kolozsvár
- Kronstadt Brassó
- Mühlbach Szászsebes
- Schässburg Segesvár

Az erdélyi szászokhoz csatlakozó német nyelvű bevándorlók második hulláma a 16. századi nyugat-európai ellenreformáció idején érkezett; az Erdélyi Fejedelemségben ugyanis vallásszabadságot biztosítottak számukra is. A magyarországi reformáció történetében kiemelkedő szerepet játszottak a szászok, akik a lutheránus vallás hívei lettek.
A Rákóczi-szabadságharcot az erdélyi szászok – kivéve Besztercét – nem támogatták, kezdetben semlegesek maradtak, de miután Rákóczit 1704. július 6-án az erdélyi rendek fejedelemmé választották, a császári főparancsnok, Rabutin délre menekült, a forrongástól mindvégig elhatárolódó szász területekre. A szászok kurucellenessége magyarázza, hogy míg Rákóczi hadai 1705–1706-ban a Dunántúlon győzelmeket arattak, addig Erdélyben vereséget szenvedtek (zsibói csata).
1785-ben II. József semmisnek nyilvánította a II. András által adott kiváltságokat. Ezzel a szászok évszázados autonómiájának is vége szakadt, és nemzeti kisebbséggé váltak.
Az 1848–49-es forradalom és szabadságharc idején az erdélyi szászok hűek maradtak a bécsi udvarhoz. A Kossuthot támogató székelyek és a szász városokba magát befészkelő, a szászok támogatását élvező osztrák katonaság között sok véres csata dúlt.
Az 1867-es kiegyezés után a magyar állam több intézkedést is hozott a területén élő kisebbségek elmagyarosítása érdekében. Ennek az erdélyi szászok különböző társadalmi, vallási és kulturális egyesületek révén próbáltak ellenállni.

### 1918-tól napjainkig
Jóllehet az erdélyi szászok (és az erdélyi svábok) 1919-ben támogatták Erdély egyesülését Romániával, a román kormány ezután folytatta a magyar korszak asszimilációs kisebbségpolitikáját. Erdély fokozódó románosítása következtében az erdélyi szászok még inkább vesztettek jelentőségükből.
A második világháborúban Románia a náci Németország pártján állt. Az erdélyi szászok is bekapcsolódtak a Német Birodalom nacionalista mozgalmaiba. Amikor a világháború vége felé 1944-ben Románia átállt a szövetséges hatalmakhoz, a szászok egy része Ausztriába és Németországba menekült. A Romániában maradtak közül sok erdélyi szászt szovjet munkatáborokba deportáltak. A túlélőket Németországba szállították és onnan tértek vissza régi hazájukba. A németországi családi kötelékek és az új kommunista rezsim kisebbségpolitikája a szászok fokozatos kivándorlásához vezetett. Az 1941-ben még 248 000 főből 1948-ig 91 000-en kivándoroltak vagy meghaltak. Az 1950–1982 közötti időszakban a kivándoroltak száma 130 151 fő volt. 1989-ben még 95 000 szász volt (az 1910-es népesség 40%-a). 1991–92-ben további 75 000 személy vándorolt ki. 2003-ban a nagyszebeni szász evangélikus püspökség adatai szerint az erdélyi szászok létszáma 14 770 főnyire apadt.

## Nyelv
Az erdélyi szászok nyelve hasonlít a Luxemburgban beszélt luxemburgi nyelvhez (Lëtzebuergesch), illetve a trieri tájszóláshoz.

## Kultúra

### Építészet
A leghíresebb szász műemlékek a következő településeken találhatók (zárójelben a német név):
Városok
- Nagyszeben (Hermannstadt) – Brukenthal Múzeum és Könyvtár, Emil Sigerus Szász Néprajzi és Népművészeti Múzeum
- Brassó (Kronstadt)
- Beszterce (Bistritz)
- Medgyes (Mediasch)
- Segesvár (Schäßburg)
- Szászsebes (Mühlbach)
- Feketehalom (Zeiden)
- Nagydisznód (Heltau, középkori magyar nevén Helta)
- Barcarozsnyó (Rosenau) – középkori parasztvár
- Szentágota (Agnetheln)
- Szerdahely (Reußpermarkt)

Erődtemplomos falvak (vastag betűvel és csillaggal jelölve a világörökség részeként Erdély erődtemplomos falvai között szereplők)
- Bázna (Baaßen)
- Berethalom (Birthälm)*
- Alsóbajom (Bonnesdorf)
- Asszonyfalva (Frauendorf)
- Baráthely (Pretai)
- Csicsóholdvilág (Abtsdorf bei Marktschelken)
- Fenyőfalva (Gierelsau)
- Hégen (Henndorf)
- Homoród (Hamruden)
- Homoróddaróc (Draas)
- Holcmány (Holzmengen)
- Jakabfalva (Jakobsdorf bei Agnetheln)
- Kelnek (Kelling)*
- Keresztényfalva (Neustadt-Burzenland)
- Kereszténysziget (Großau)
- Kisdisznód (Michelsberg) – szász néprajzi kiállítás
- Kisselyk (Klein-Schelken)
- Kissink (Kleinschenk)
- Lesses (Schönberg)
- Miklóstelke (Klosdorf)
- Muzsna (Meschen)
- Nagybaromlak (Wurmloch)*
- Nagysink (Gross-Schenk)
- Nemes (Nimesch)
- Netus (Neithausen)
- Prázsmár (Tartlau)*
- Szászalmád (Almen)
- Szászbogács (Bogeschdorf)
- Szászdálya (Denndorf)
- Szászfehéregyháza (Deutschweisskirch)*
- Szászhermány (Honigberg)
- Szászkézd (Keisd)*
- Szelindek (Stolzenburg) – látványos várrom is van
- Váldhíd (Waldhütten)
- Völc (Wölz)

### Szomszédságok
A szászok településeiken 10–60 háztartásból álló, területileg meghatározott közösségekbe, úgynevezett szomszédságokba (Nachbarschaften) tömörültek, melyek fő funkciója a kölcsönös segítségnyújtás volt: egymást segítették a napi munkákban, a házak építésében, az utcák és kutak tisztán tartásában, a közbiztonság megőrzésében, az esküvők és temetések szervezésében, a tűzvédelemben. A jogok, kötelességek, és társadalmi normák meghatározása mellett a szomszédságok hagyomány-, identitás-, és értékrendőrző szerepet is betöltöttek.
A szomszédságok évszázadokon keresztül döntő szerepet játszottak a szászok életében, azonban a 19. század második felében elveszítették közjogi jellegüket és funkcióikat, mivel a szászok kiváltságjogait a hatalom fokozatosan felszámolta. A második világháború után a megmaradt Nachbarschaftoknak csak csoportszervező, identitás-őrző szerepük maradt fenn.

## Híres személyiségek
- Wolf von Aichelburg költő

Az erdélyi szászok címere

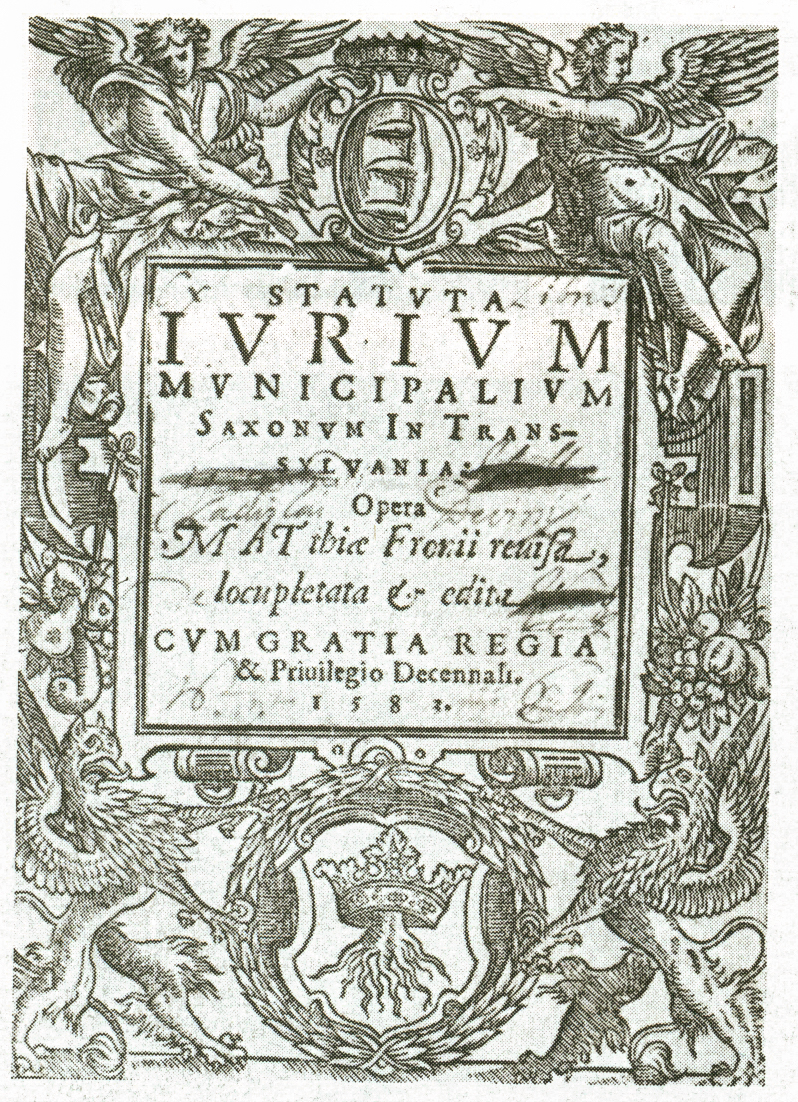
Az erdélyi szászok törvénykönyve 1583-ból

- Bakfark Bálint zeneszerző, lantművész
- Thomas Bomel evangélikus lelkész
- Samuel von Brukenthal Erdély kormányzója, műgyűjtő
- Carl Filtsch zeneszerző, zongoraművész
- Josef Haltrich történész, néprajzkutató
- Johann Hedwig orvos, botanikus
- Johannes Honterus humanista, prédikátor, nyomdász
- Johann Martin Honigberger orvos, gyógyszerész, orientalista
- Klaus Werner Johannis politikus, 2014-től Románia köztársasági elnöke.
- Georg Kreckwitz történész
- Adolf Meschendörfer író (Die Stadt im Osten, Der Büffelbrunnen)
- Paul Traugott Meissner gyógyszerész, kémikus
- Mathias Miles jogtudós, diplomata, történetíró
- Hermann Oberth fizikus
- Hieronymus Ostermayer krónikaíró, orgonista
- Georg von Reicherstorffer történész
- Stephan Ludwig Roth pedagógus, lelkész
- Johannes Tröster történész
- Georg Daniel Teutsch, történész
- Samuel Conrad von Heydendorff Medgyes polgármestere